# Hesselsberg

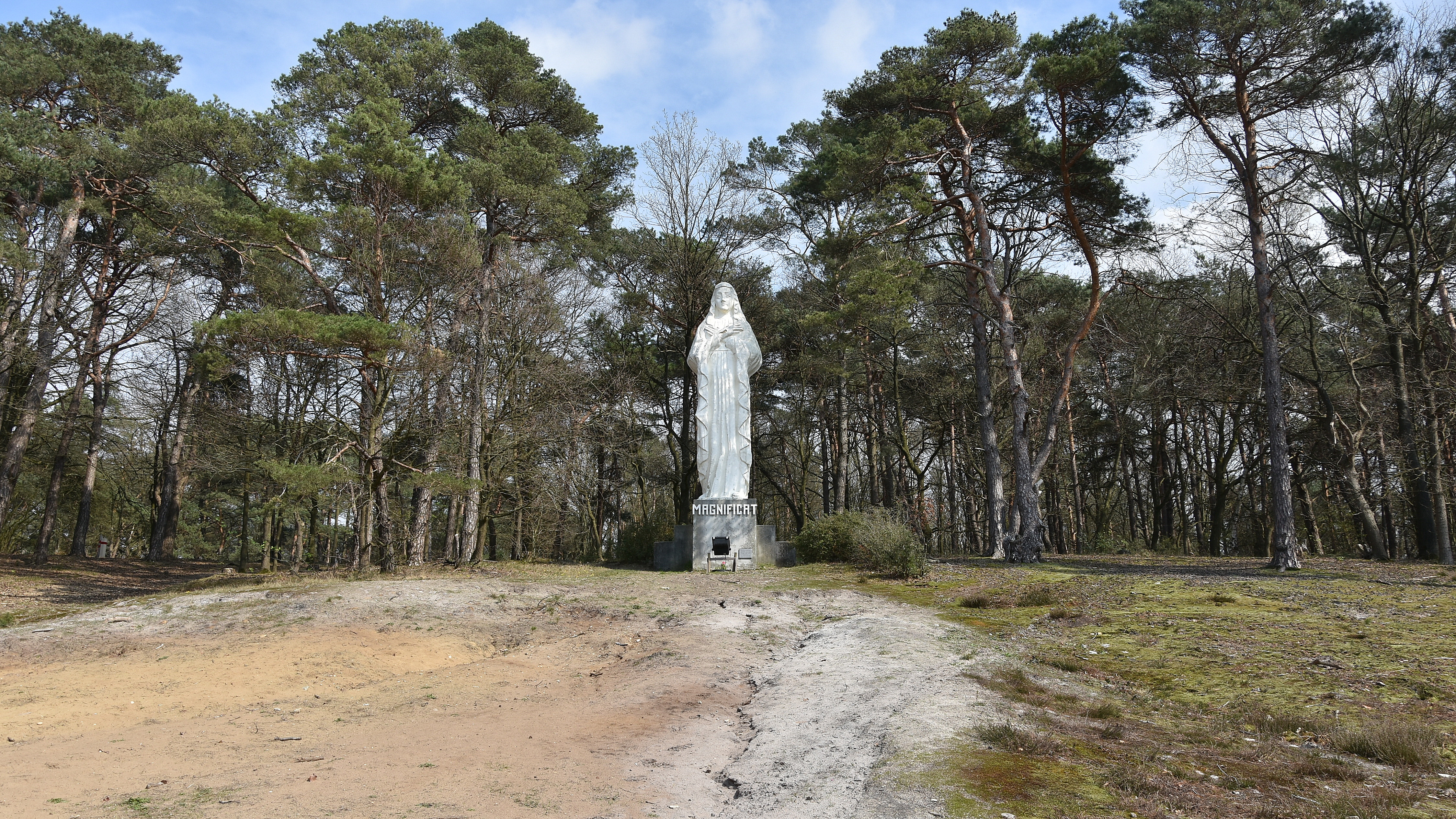
Het Mariabeeld

De Hesselsberg is een 87 meter hoge heuvel die zich bevindt in het zuidwesten van Zutendaal. Ze ligt op de zuidwestrand van het Kempens Plateau, en ten westen ervan stroomt de Zutendaalbeek, een zijbeek van de Demer.
De Hesselsberg is geschiedkundig van belang omdat hier, tijdens de Luikse Revolutie (1789-1791) slag geleverd werd tussen de Luikse opstandelingen en de troepen van de Keurvorst van de Pfaltz, welke de verdreven prins-bisschop steunden.
In 1946 werd op de berg een Mariabeeld geplaatst. Dit werd verwoest door een storm, waarna in 1954 een nieuw exemplaar werd opgericht, nu een van 6 meter hoog. Het is een werk van Eduard Nulens en het werd in 2010 gerestaureerd.